# Vice (2008)
Vice ist ein US-amerikanischer Thriller aus dem Jahr 2008. Regie führte Raul Inglis, der auch das Drehbuch schrieb.

## Handlung
Der Polizist Max Walker gilt als erfolgreich. Nach dem Tod seiner Ehefrau gilt er als instabil und als potentielle Bedrohung für seine Kollegen. Es wird eine große Menge Heroin gefunden, deren Ursprung Walker erforscht. Er arbeitet mit seinem Partner Sampson und mit der Kollegin Salt zusammen. Walker entdeckt ein Komplott innerhalb der Polizeibehörde.

## Kritiken
Bob Baker schrieb in der Los Angeles Times vom 9. Mai 2008, der Film sei nicht originell, aber er habe ein hohes Tempo. Michael Madsen, der eine Frisur wie Johnny Cash und eine Stimme wie Nick Nolte habe, verleihe ihm eine Seele.
Andy Webster bezeichnete den Film in der New York Times vom 9. Mai 2008 als konfus und verzichtbar. Daryl Hannah lade den Film auf; sie und Madsen würden sich die unterhaltsamsten Szenen teilen.

## Hintergründe
Der Film wurde in Los Angeles und in Vancouver gedreht. Seine Produktionskosten betrugen schätzungsweise 4,5 Millionen US-Dollar. Die Weltpremiere fand am 7. Mai 2008 in Los Angeles statt. In ausgewählten US-Kinos lief der Film zwei Tage später an. Die Veröffentlichung auf DVD fand am 21. Oktober 2008 statt.